# Devil May Care
Devil May Care is een roman uit 2008 met in de hoofdrol James Bond.
Het is geschreven door de Britse auteur Sebastian Faulks, in opdracht van de erfgenamen van Ian Fleming (de bedenker van Bond).
Het verhaal speelt zich af tijdens de Koude Oorlog in 1967.

## Personages
- James Bond, Agent 007
- Julius Gorner, een rijke drugsbaron die de scepter zwaait over Monkey island.
- Scarlett Papava, een vrouwelijk geheim agent met als nummer 004. Zij heeft dus ook een vergunning om te doden.
- Felix Leiter, voormalig medewerker van de CIA. Werkt nu als privé-detective
- Darius Alizadeh, hoofd van de Iraanse afdeling van de Britse geheime dienst.

## Trivia
- Het boek werd in Engeland uitgegeven op 28 mei 2008, de honderdste verjaardag van Ian Fleming.
- Het lied 'Devil may care' van de band 'SAL' uit Wales werd verkozen tot officieel thema lied van het boek. Het lied verscheen in 2009 op het album 'Conversations with my therapist'.